# Cubalaya
La "Cubalaya" est une race de poule domestique.

## Description
C'est une volaille de type combattant au caractère agressif affirmé.
Race de grandeur moyenne, vive, au port incliné, la queue est ample et le dos droit et horizontal.

### Origine
Originaire de Cuba et reconnue officiellement aux USA en 1939

### Standard officiel
- Crête : à pois
- Oreillons : rouges
- Couleur des Tarses : jaunes
- Variétées de plumage : blanc, cannelle, cannelle bleu

Grande race :
- Masse idéale : Coq : 2 à 2,5 kg ; Poule : 1,5 à 2 kg
- Œufs à couver : min. 50 grammes, coquille blanche à jaunâtre.
- Diamètre des bagues : Coq : mm ; Poule : mm

Naine :
- Masse idéale : Coq : 750 g ; Poule : 650 g
- Œufs à couver : min. 35 grammes, coquille blanche à jaunâtre.
- Diamètre des bagues : Coq : mm ; Poule : mm

## Sources
- Le Standard officiel des volailles(Poules, oies, dindons, canards et pintades), édité par la SCAF.